# Liste der Mitglieder der American Academy of Arts and Sciences/1887
Im Jahr 1887 wählte die American Academy of Arts and Sciences 17 Personen zu ihren Mitgliedern.

## Neugewählte Mitglieder
- Martin Brimmer (1829–1896)
- Winfield Scott Chaplin (1847–1918)
- Eliot Channing Clarke (1845–1921)
- George Davidson (1825–1911)
- Thomas Messinger Drown (1842–1904)
- Daniel Cady Eaton (1834–1895)
- Jesse Walter Fewkes (1850–1930)
- Matthew Carey Lea (1823–1897)
- Edward Jackson Lowell (1845–1894)
- David Gordon Lyon (1852–1935)
- John Strong Newberry (1822–1892)
- John Newton (1823–1895)
- John Wesley Powell (1834–1902)
- John Ritchie (1853–1939)
- Joseph Henry Thayer (1828–1901)
- Addison Emery Verrill (1839–1926)
- Horatio C. Wood (1841–1920)